# 스튜어트 쿠퍼
스튜어트 쿠퍼(Stuart Cooper, 1942년 1월 1일 ~ )는 미국의 영화 감독, 배우, 각본가, 영화 프로듀서, 텔레비전 감독이다.
호보컨에서 태어났다.

## 영화
- 초상화의 비밀 (2018년)
- 매직 맨 (2010년)
- 전사 카멜레온 (1998년)
- 매드 헌터 (1998년)
- 브루드하운드 (1997년)
- 킬링 티켓 (1997년)
- 킬링 포인트 (1996년)
- 브루드하운드 2 (1996년)
- 애니의 과거 (1995년)
- 위험한 댄스 (1994년)
- 욕망의 이중주 (1994년)
- 유혹의 그림자 (1993년)
- 라스트 리벤저 (1991년)
- 크리스마스 이브 (1986년)
- 실종 (1977년)
- 오버로드 (1975년)
- 리틀 말콤 (1974년)
- 타인의 도시 (1967년)
- 더티더즌 (1967년) - 로스코 리버 역